# The Everlasting Guilty Crown
『The Everlasting Guilty Crown』（ジ・エヴァーラスティング・ギルティクラウン）は、EGOISTの2枚目のシングル。2012年3月7日にアニプレックスから発売された。

## 概要
前作『Departures 〜あなたにおくるアイの歌〜』から約4か月でのリリースとなる、EGOISTの2012年1作目のシングル。初回限定盤には表題曲と前作のPVを収録したDVDが収録されている。表題曲「The Everlasting Guilty Crown」は、テレビアニメ『ギルティクラウン』のオープニングテーマに起用された。ジャケットには前作に引き続き同作のヒロインである楪いのりが描かれている。

## 収録曲
（全作詞・作曲・編曲: ryo）
1. The Everlasting Guilty Crown [5:28]
テレビアニメ『ギルティクラウン』後期オープニングテーマ
当初は「いかにもアニソンっぽい曲」を作りたかったが、編曲がありきたりだったことやボーカルのchellyがJ-POP好きだった事が手伝い、アップテンポのトランス風の楽曲に、ロック調のリズムを混ぜた曲調に変更された[2]。
まず全曲を打ち込みで作り、それを生楽器で録音した上で波形編集している。
ベースでは、3種類の音色に加えてコーラスが取り入れられた音の壁の隙間に歌が入るため音のパズルの様になっている[2]。
2. キミソラキセキ [5:08]
3. The Everlasting Guilty Crown（BOOM BOOM SATELLITES remix -The Last Moment Of The Dawn-）[7:55]
4. The Everlasting Guilty Crown（TV Edit）[1:36]
5. The Everlasting Guilty Crown（Instrumental）
6. キミソラキセキ（Instrumental）
7. The Everlasting Guilty Crown（TV Edit）（Instrumental）

DVD（初回限定盤のみ）
1. The Everlasting Guilty Crown Music Clip
2. The Everlasting Guilty Crown オープニングノンクレジットムービー
3. TVスポット15sec.
4. Departures 〜あなたにおくるアイの歌〜 Music Clip

## 楽曲の収録アルバム
| 楽曲                         | 発売日        | タイトル                              |
| ---------------------------- | ------------- | ------------------------------------- |
| The Everlasting Guilty Crown | 2012年9月19日 | Extra terrestrial Biological Entities |

## カバー
- Roselia［湊友希那（相羽あいな）］ - ゲーム『バンドリ! ガールズバンドパーティ!』に収録（2017年8月18日追加）[3]。